# Umm Adasat Adżami
Umm Adasat Adżami (arab. أم عدسة عجمي) – wieś w Syrii, w muhafazie Aleppo. W 2004 roku liczyła 675 mieszkańców.